# عبدالرحمان بوبکر
عبدالرحمان بوبکر (انگلیسی: Abderrahmane Boubekeur; ۹ مارس ۱۹۳۲ – ۲۰ ژوئیهٔ ۱۹۹۹) بازیکن فوتبال اهل الجزایر بود.
از باشگاه‌هایی که در آن بازی کرده‌است می‌توان به باشگاه فوتبال آاس موناکو، باشگاه فوتبال مولودیه الجزایر، و باشگاه فوتبال اتحاد الجزایر اشاره کرد.